# Eugen Lüftner von Krinnerstorff
Eugen Lüftner von Krinnerstorff, avstro-ogrski generalmajor in naslovni feldmaršallajtnant, * 1. avgust 1861, † 26. april 1942.

## Življenjepis
Rojen je bil v Dubrovniku kjer se je njegov oče Karl Lüftner von Krinnerstorff, po rodu iz Češke, leto poprej (1860) poročil z domačinko Paulo Klaić, sestro znanega hrvaškega politika Miha Klaića .
Leta 1898 je bil stotnik pri 4. pionirskem (inženirskem) bataljonu s sedežem na Ptuju. Od junija 1913 do decembra 1914 je bil kot polkovnik poveljnik 81. pehotnega polka s katerim se je boril na vzhodni fronti. Decembra leta 1914 je prevzel poveljstvo 121. pehotne brigade, ki ji je poveljeval do maja leta 1915, ko je prevzel poveljstvo nad 96. pehotno brigado.
V začetku poletja 1915 je zbolel in bil umaknjen z bojnih položajev. V času okrevanja je bil 1. septembra 1915 povišan v čin generalmajorja.
Od srede februarja 1916 do srede junija 1916 je bil kot generalmajor poveljnik 187. črnovojniške pehotne brigade, ki je v tem času sodelovala v bojih na soški fronti in je posedala položaje severno od vrha griča Griža (Monte dei sei Busi). Ti položaji so bili del tako imenovanega Kraškega odseka Soške fronte, ki je potekal od reke Vipave na severu, do Devina na jugu.
10. maja leta 1918 je bil povišan v naslovnega Podmaršala (Feldmaršallajtnant), 1. januarja leta 1919 pa je bil upokojen.
Njegova sestra Elizabeta (1863-1956) je bila poročena z znanim slovenskim jezikoslovcem in šolnikom Martinom Bedjaničem in je bila mati Vratislava Bedjaniča, slovenskega inženirja elektrotehnike, in Milka Bedjaniča, slovenskega akademika, zdravnika internista.

## Pregled vojaške kariere
Napredovanja
- stotnik
- polkovnik
- generalmajor: 1. september 1915
- naslovni Podmaršal: 10. maj 1918